# João Paulo Medina

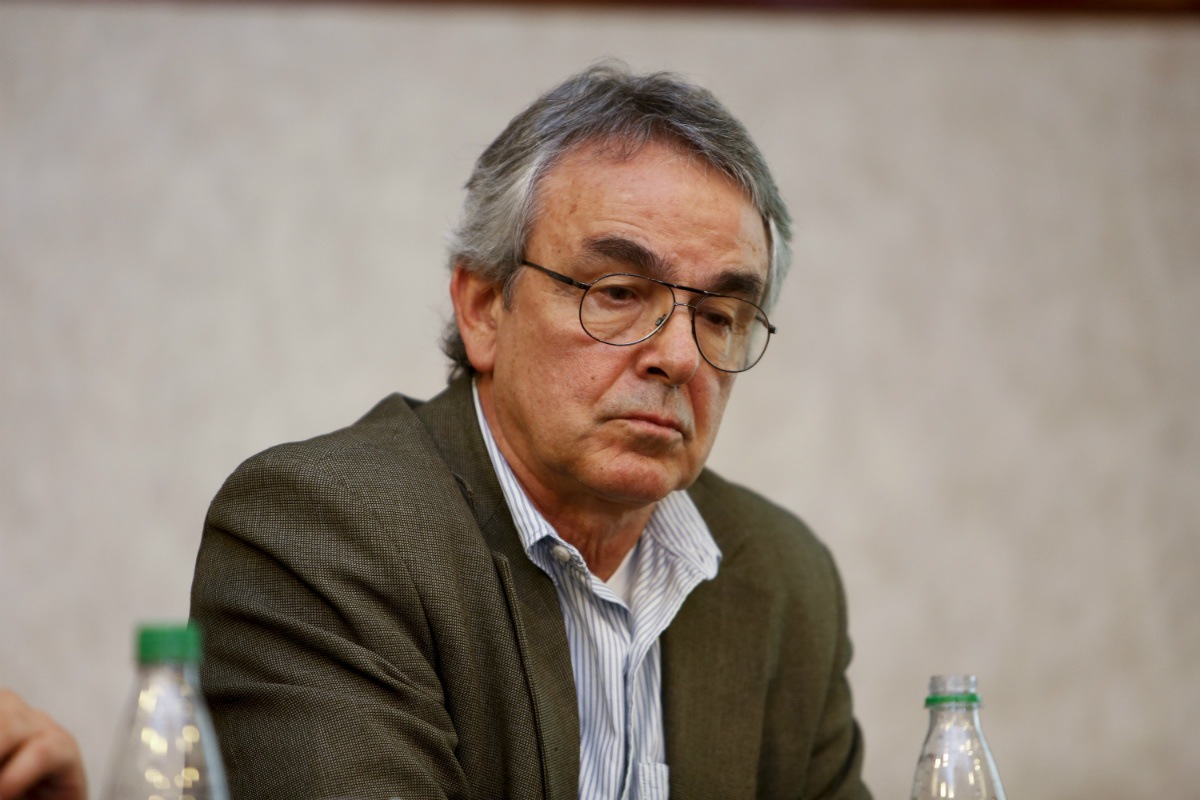

João Paulo Subirá Medina (Cerqueira César, 8 de junho de 1948), é Presidente do Conselho e Fundador da Universidade do Futebol. 
É ex-preparador físico, mestre em educação, professor e administrador de futebol brasileiro, mais conhecido por haver criado a Universidade do Futebol e ter sido assistente técnico da Seleção Brasileira de Futebol, em 1991.

## Biografia
Formado em Educação Física, em 1970 pela Pontifícia Universidade Católica de Campinas, Medina, iniciou sua carreira aos 22 anos como preparador físico na Associação Portuguesa de Desportos. No mesmo ano, especializou-se em Técnica de Futebol pela Faculdade de Educação Física de São Carlos.

Trabalhou como preparador físico da equipe principal da Associação Portuguesa de Desportos e da Associação Atlética Ponte Preta. Em 1974, juntamente com o Dr. Osmar de Oliveira, criou o Departamento Integrado de Futebol no Corinthians, sendo um projeto pioneiro para clubes, que promovia uma integração das diferentes especialidades do futebol. No ano seguinte, atuando como coordenador técnico, estruturou e organizou as Categorias de Base do Guarani Futebol Clube.

Entre 1977 e 1979, junto de Rubens Minelli, participou ativamente do processo de estruturação e organização do Departamento de Futebol do São Paulo. Entre outras inovações, Medina sistematizou um processo alimentar para os atletas dentro do próprio clube, introduziu trabalho de musculação e implementou o uso da fisiologia esportiva aplicada ao futebol. Em julho deste mesmo ano, com Minelli, iniciou o trabalho de estruturação e organização nas seleções principal, júnior e juvenil na Federação de Futebol da Arábia Saudita.
Em 1983 atuou como preparador físico da equipe principal da Palmeiras. De volta a Arábia Saudita, organizou por três anos o Departamento de Futebol do Al-Hilal Club (Omdurman) de Riyadh, clube mais popular do país. No fim da década de 1980, planejou e coordenou a preparação da Seleção Brasileira de Futebol Master para o Mundial da categoria.

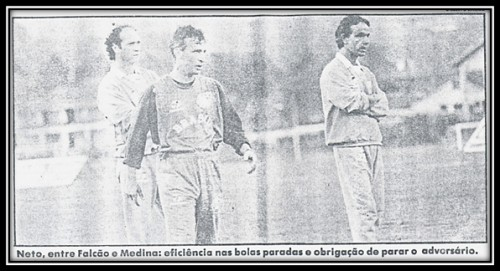

Medina ganhou destaque em 1991, ao ser indicado coordenador técnico da Seleção Brasileira, ao lado do técnico Paulo Roberto Falcão. Em 1993, voltou a trabalhar na Seleção de futebol da Arábia Saudita como responsável pela preparação física e coordenação de planejamento.
De 1994 a 1999, participou do projeto de futebol internacional integrado Special Olympics nos Estados Unidos, coordenou o setor técnico da equipe principal e categorias de base do São Paulo, como diretor executivo do Goiás Esporte Clube estruturou e organizou o Departamento de Futebol, foi coordenador técnico do Internacional, consultor e diretor executivo do  Etti Jundiaí Futebol Ltda  e responsável pelo planejamento do  Al-Hilal Club (Omdurman).
No Internacional, entre 2000 e 2001, coordenou um projeto inédito no futebol gaúcho, com repercussão nacional, ao implantar processos interdisciplinares de trabalho, integrando as dimensões política, administrativa e técnica, com ênfase nos investimentos estratégicos nas categorias de base do clube, revelando inúmeros talentos para o mercado nacional e internacional; Medina foi durante bom tempo o centralizador das decisões futebolísticas do clube, na gestão do então presidente  Fernando Miranda , mas com os maus resultados acabou canalizando contra si os desejos de mudanças na torcida. Na ocasião, foi profético: ""O que estamos fazendo no Inter não é para dar resultado agora. É para cinco ou seis anos"", o que de fato ocorreu; nas categorias de base surgiam nomes como Alexandre Pato e Nilmar. Seu nome chegou a ser cogitado, em 2004, para trabalhar na equipe rival, o Grêmio.
Já em 2002, como diretor executivo técnico do Santos, iniciou o processo de organização do seu Departamento de Futebol.
Em 2003 idealizou a "Cidade do Futebol", projeto de levar para a internet os principais especialistas do futebol. Passou a se chamar Universidade do Futebol, em 2009.  De 2003 e 2006, atuou nos clubes Ittihad FC e Al-Hilal Club (Omdurman), ambos na Arábia Saudita.

Em 2007 idealizou, junto a Pelé, o Campus Pelé, em Jundiaí, que contaria com diversos parceiros como o clube local (o Paulista), além da instituição de um fundo, em parceria com o clube suíço Lausanne Sports, que traria investidores na preparação de futuros atletas para serem comercializados no futebol europeu, com lucro; em 2010 a iniciativa fracassou, com a saída do Lausanne.
Exerceu a função de professor convidado do curso (disciplina eletiva) sobre Gestão Técnica do Futebol na FCA-Unicamp em Limeira, em 2013. Ingressou como aluno, em 2014, no curso de pós-graduação (Doutorado) da FEF-Unicamp e, no final deste mesmo ano, foi convidado por Ricardo Guerra e Alex, para participar da criação de um projeto técnico-administrativo para implantação no Coritiba. Em 2015 começou a implantação do projeto no clube paranaense.
Em 2019, participou da Consultoria Técnica para reestruturação organizacional do Club Athletico Paranaense.
No ano seguinte, em 2020, a Universidade do Futebol se reestrutura, criando o conceito de Marketplace com os sócios Heloisa Rios e Rafael Lacerda.
Foi professor em diversas instituições universitárias, entre elas UNICAMP e PUC-Campinas.

## Ideias
"A necessidade de compor uma comissão técnica com profissionais de diferentes áreas, se por um lado aliviou o trabalho do técnico, por outro acabou criando áreas de atrito. Na comissão técnica do futuro, cresce a importância da figura do coordenador técnico, o agente facilitador para o trabalho do técnico."— J. P. Medina (2003)
Pioneiro nas inovações administrativas do futebol brasileiro, Medina obteve reconhecimento por seu trabalho inovador à frente do Internacional (2000-2001), que veio a produzir resultados após sua passagem.
"Nos anos 50, sobressaía a figura do técnico centralizador", explica - "quase sempre um ex-jogador que acumulava até a função de preparador físico. Na década seguinte, o futebol sofreu a primeira modificação, com a introdução da preparação física, do médico acompanhando os atletas. Nos anos 70, surgiu a figura do assistente-técnico, do preparador de goleiros e foram agregados à comissão técnica dos clubes e seleções profissionais de áreas como Nutrição, Psicologia, etc." - o que acabou gerando um problema para os clubes: a falta de liderança.